# 이형민 (연출가)
이형민은 대한민국의 텔레비전 드라마 연출감독이다.

## 드라마
- 2002년 KBS2 토요 미니시리즈 《겨울연가》 ... 프로듀서
- 2003년 KBS2 월화 미니시리즈 《상두야, 학교가자》 ... 연출
- 2004년 KBS2 월화 미니시리즈 《미안하다, 사랑한다》 ... 공동연출
- 2006년 ~ 2007년 KBS2 월화 미니시리즈 《눈의 여왕》 ... 연출
- 2010년 SBS 드라마스페셜 《나쁜 남자》 ... 공동연출
- 2012년 TV조선 월화 미니시리즈 《한반도》 ... 연출
- 2015년 KBS2 금요 미니시리즈 《오렌지 마말레이드》 ... 공동연출
- 2015년 KAKAO TV 6부작 미니시리즈 《도전에 반하다》 ... 책임 프로듀서
- 2016년 JTBC 금토 미니시리즈 《욱씨남정기》 ... 연출
- 2017년 JTBC 금토 미니시리즈 《힘쎈여자 도봉순》 ... 연출
- 2018년 KBS2 월화 미니시리즈 《우리가 만난 기적》 ... 공동연출
- 2019년 ~ 2020년 JTBC 금토 미니시리즈 《초콜릿》 ... 연출
- 2020년 MBN 월화 미니시리즈 《나의 위험한 아내》 ... 공동연출
- 2022년 MBC 토요 미니시리즈 《지금부터, 쇼타임!》 ... 공동연출
- 2024년 JTBC 주말 미니시리즈 《낮과 밤이 다른 그녀》 ... 공동연출

## 영화
- 2009년 영화 《천국의 우편배달부》 ... 감독